# راچل(راشل)لیپینکات
راشل لیپینکات، رمان‌نویس پرفروش نیویورک‌تایمز است. او بیشتر به خاطر نوشتن کتاب اقتباسی پنج قدم فاصله (Five Feet Apart) که در ۲۰ نوامبر ۲۰۱۸ منتشر شد، شناخته شده‌است که به کارگردانی جاستین بالدونی تبدیل به یک فیلم سینمایی بزرگ شد.

## سنین جوانی و تحصیل
لیپینکات در فیلادلفیا به دنیا آمد و در شهرستان باکس، پنسیلوانیا بزرگ شد. او در سال ۲۰۱۳ از مدرسه جورج فارغ‌التحصیل شد. لیپینکات در ابتدا برای پیش پزشکی در دانشگاه پیتسبورگ تحصیل کرد، قبل از اینکه رشته خود را به نوشتن انگلیسی تغییر دهد. او در کلاسی به نام «نوشتن ادبیات جوانان» که توسط رمان‌نویس سیوبهان ویویان تدریس می‌شد، شرکت کرد که همه چیز را برای او تغییر داد. او در سال ۲۰۱۷ فارغ‌التحصیل شد.

## حرفه
در سال ۲۰۱۸، لیپینکات رمان پنج قدم فاصله را از فیلمنامه ای از میکی داتری و توبیاس ایاکونیس را نوشت. این کتاب بیش از یک میلیون نسخه فروخت و ۶۰ هفته در فهرست پرفروش‌ترین‌های نیویورک تایمز ماند. این فیلم برنده بهترین داستان برای بزرگسالان جوان در یازدهمین جوایز سالانه انتخاب گودریدز شد.
در سال ۲۰۲۰، لیینکات تمام این مدت را با میکی داتری منتشر کرد؛ که پرفروش‌ترین کتاب نیویورک تایمز بود.
رمان بعدی لیپینکات، فهرست شانس، در ۱ ژوئن ۲۰۲۱ منتشر شد. این اولین رمان انفرادی او بود.
لیپینکات سپس به همراه همسرش آلیسون دریک، او دختر را می‌گیرد نوشت. داستان از داستان عشق خود آنها الهام گرفته شده بود. این کتاب پرفروش‌ترین کتاب نیویورک تایمزشد.

## زندگی شخصی
لیپینکات به همراه همسرش و سگشان هنک در پنسیلوانیا زندگی می‌کنند.

## کتابشناسی - فهرست کتب
- ۲۰۱۸ - پنج قدم فاصله
- ۲۰۲۰ - تمام این زمان
- ۲۰۲۱ - فهرست شانس
- ۲۰۲۲ - او دختر را می‌گیرد